# Srédnie Txelbassi
Srédnie Txelbassi - Средние Челбасы (rus) - és un khútor del krai de Krasnodar, a Rússia. Es troba a la vora esquerra del riu Txelbas, a 15 km a l'oest de Kanevskaia i a 111 km al nord de Krasnodar. Pertany a l'stanitsa de Kanevskaia.